# Alfons Kirchgässner (Politiker)
Alfons Kirchgässner, auch: Kirchgäßner (* 25. Oktober 1901 in Karlsruhe; † 10. Oktober 1990 in Freiburg im Breisgau) war ein deutscher Landwirt, Verwaltungsbeamter und Politiker (CDU).

## Leben
Der Diplom-Landwirt Kirchgässner arbeitete als Beamter im Badischen Finanzministerium, zuletzt als Ministerialrat. Von 1926 bis 1927 sowie von 1930 bis 1931 war er Mitglied des Reichsrates.
Nach dem Rücktritt von Lambert Schill amtierte Kirchgässner vom 14. Juli 1948 bis zum 25. April 1952 als Minister für Landwirtschaft und Ernährung in der von Staatspräsident Leo Wohleb geleiteten Regierung des Landes Baden. Im Anschluss an seiner Ministertätigkeit fungierte er bis 1966 als Leiter des Landwirtschaftsamtes Freiburg.